# Antoni Małecki (aptekarz)
Antoni Małecki (ur. 19 listopada 1889 w Świszułkowie, parafia Krerowo koło Środy Wielkopolskiej, zm. 30 czerwca 1977) – polski farmaceuta, założyciel i właściciel pierwszej apteki w Gdyni, gdyński działacz samorządowy.

## Życiorys
Po ukończeniu szkoły średniej w Poznaniu w 1909 rozpoczął praktykę aptekarską, początkowo w Poznaniu, potem w Miłosławiu. Uzyskał stopień pomocnika aptekarskiego. W 1913 rozpoczął studia farmaceutyczne na uniwersytecie w Greifswaldzie, przerwane wkrótce wybuchem wojny; wraz z innymi studiującymi Polakami został wcielony do armii pruskiej, w szeregach której służył do listopada 1918. Z końcem wojny znalazł się w Wejherowie, wracając do profesji aptekarskiej. Jako asystent aptekarza przygotowywał się do egzaminu przez Państwową Komisją Egzaminacyjną dla aptekarzy przy Uniwersytecie Poznańskim, uzyskując w lutym 1920 stosowne świadectwo zawodowe oraz aprobatę na aptekarza, wystawioną przez Ministerstwo byłej Dzielnicy Pruskiej.
Powrócił jeszcze na kilka miesięcy do służby wojskowej w okresie wojny polsko-bolszewickiej. W 1922 osiedlił się w Gdyni i podjął starania o koncesję na otwarcie apteki, co zaowocowało uruchomieniem w kwietniu tegoż roku apteki „Pod Gryfem” w domu Jana Plichty. Skromna początkowo instytucja rozwijała się stopniowo wraz z Gdynią. W 1925 Małecki zakupił posesję od rzeźnika Krefty przy obecnej ulicy Starowiejskiej i przeniósł aptekę do dawnego sklepu mięsnego, a po kolejnych trzech latach nowoczesna apteka znalazła swoje miejsce w nowo zbudowanej kamienicy. W lokalnej prasie w 1929 Małecki reklamował prowadzoną przez siebie aptekę: „Jedyna, najstarsza instytucja użyteczności publicznej, istniejąca od kwietnia 1922 r., a od kilku miesięcy całkowicie urządzona na nowo po wielkomiejsku we własnym budynku. Apteka ta powstała jeszcze wówczas, kiedy lekarze do Gdyni tylko dojeżdżali”. Ostatnie zdanie anonsu nawiązywało do osoby wejherowskiego lekarza Franciszka Panka, który w tym czasie odwiedzał wieś Gdynię w dni targowe.
Od początku rozwoju Gdyni jako miasta (1926) Antoni Małecki brał udział w pracach samorządu. Powołany w skład magistratu, był decernentem – szefem służb opieki społecznej i pożarnictwa. Wchodził w skład Wydziału Miejskiego w okresie funkcjonowania w mieście zarządu komisarycznego. Starosta morski Mariusz Zaruski w opinii wystawionej na prośbę władz wojewódzkich określił go jako „człowieka pod każdym względem bez zarzutu”. Był ponadto Małecki współzałożycielem i pierwszym prezesem Towarzystwa Kupców Samodzielnych, radcą Izby Przemysłowo-Handlowej, doradcą przy Banku Gospodarstwa Krajowego, wieloletnim członkiem rady nadzorczej Komunalnej Kasy Oszczędności.
Objęty mobilizacją w sierpniu 1939, znalazł się w szpitalu garnizonowym w Toruniu. Okres okupacji przeżył w Warszawie. W kwietniu 1945 powrócił do Gdyni i niebawem, mimo wojennych zniszczeń, uruchomił aptekę, został też prezesem miejscowej Izby Aptekarskiej. Prawo własności apteki utracił w styczniu 1951 wraz z uchwaleniem ustawy o upaństwowieniu aptek. Zmuszony do sprzedaży części domu (reszta została zajęta na kwaterunek), odmówił przyjęcia stanowiska kierownika swojej dawnej apteki (przemianowanej na Aptekę Społeczną) i wyjechał do Sierakowic, gdzie pracował do emerytury. Jako emeryt mieszkał w Sopocie, u schyłku życia odzyskał pokój w gdyńskiej kamienicy. Zmarł 30 czerwca 1977, pochowany został w Gdyni na cmentarzu Witomińskim (kwatera 5-8-4).

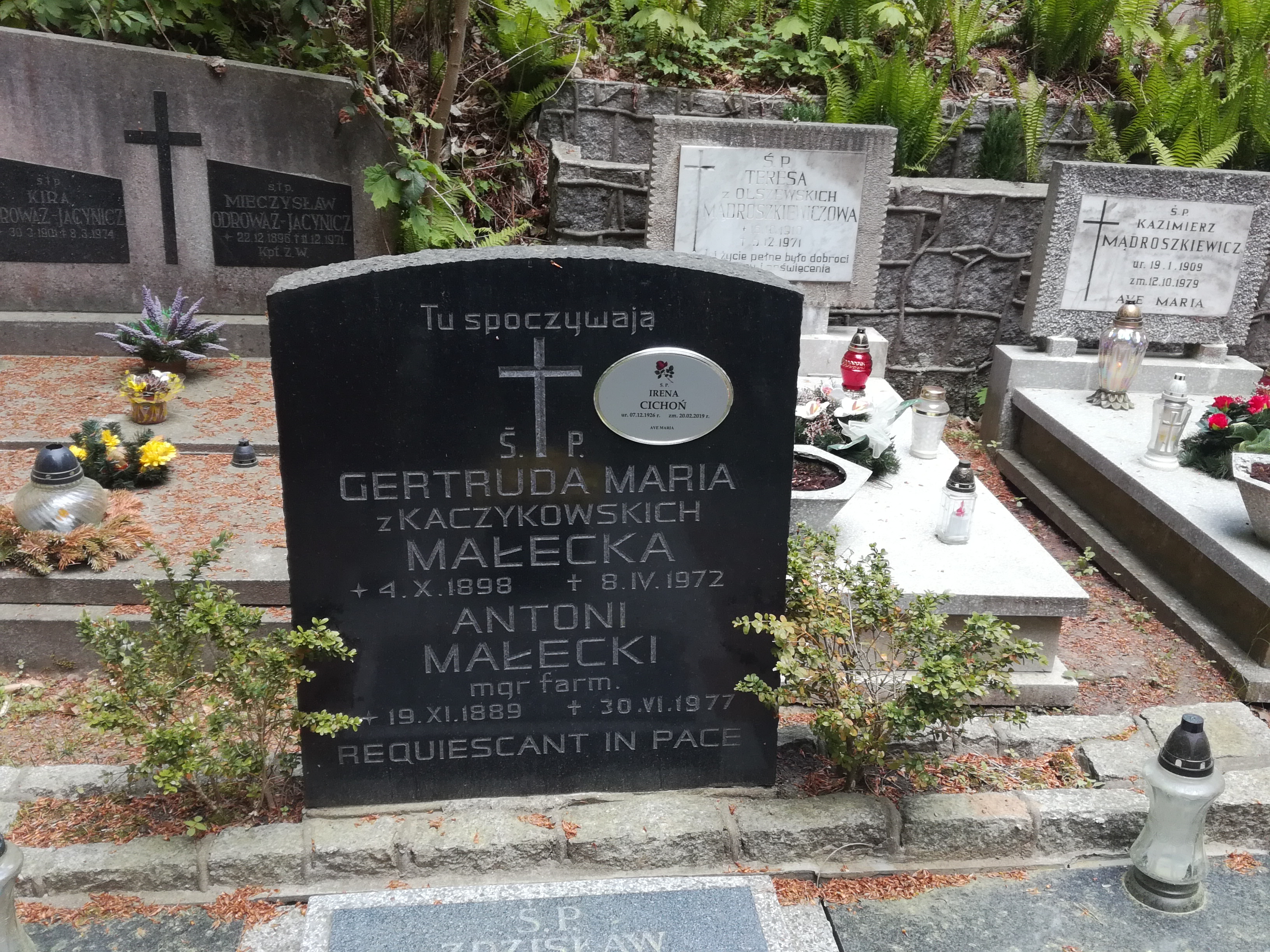
Grób Antoniego Małeckiego na cmentarzu Witomińskim

W zbiorach rodziny zachowały się obszerne wspomnienia Antoniego Małeckiego z 1972 (w rękopisie). W 1990 rodzina odzyskała aptekę „Pod Gryfem”, której prowadzenie przejęli wnukowie Małeckiego.